# Prolapso mitral
El prolapso mitral o prolapso de la válvula mitral es una valvulopatía (cardiopatía valvular) caracterizada por el desplazamiento de una valva anormalmente engrosada de la válvula mitral, causando una protrusión cóncava hacia la aurícula izquierda durante la sístole, es decir, durante la contracción de los ventrículos del corazón. Está presente en un 5 al 10 % de la población mundial, la gran mayoría de la cual cursa sin síntomas y con bajo riesgo de complicaciones.
Su etiología es degenerativa y abarca un amplio espectro de alteraciones infiltrativas o displásicas del tejido mitral. Las más conocidas: la deficiencia fibroelástica, la enfermedad de Barlow y el síndrome de Marfan. El hallazgo más frecuente es el prolapso de uno o varios segmentos valvulares debido a elongación o rotura de cuerdas tendinosas, lo que origina la incompetencia valvular.  Esta relación causa-efecto entre enfermedad, los cambios anatomopatológicos y la pérdida de coaptación la describió Carpentier como «la tríada fisiopatológica» en 1983. En casos severos, puede causar regurgitación mitral, endocarditis infecciosa; también puede provocar paro cardíaco y muerte súbita. La palabra «prolapso» significa una sobresalida o descenso de una víscera, en este caso, la válvula que separa el atrio izquierdo del ventrículo izquierdo.

## Anatomía
La válvula mitral recibe su nombre de su semejanza a la mitra, tocado usado por los obispos y abades católicos. Es una de las válvulas del corazón, cuya función es prevenir el flujo retrógrado desde el ventrículo izquierdo hacia el atrio izquierdo.
Es una válvula bicúspide, es decir, está compuesta por dos segmentos llamados valvas, una anterior y otra posterior, que se cierran en el momento en el que el ventrículo izquierdo se contrae.
Cada valva está compuesta por tres capas de tejido, una fibrosa central de fibras de colágeno, una capa esponjosa y una capa epitelial de implantación.
La apertura valvular está rodeada por un anillo fibroso conocido como «anillo mitral».

## Historia
En 1963, John Brereton Barlow describió las características auscultatorias de «una enfermedad congénita en la cual una o ambas valvas de la mitral protruyen hacia la aurícula durante la sístole... algunos pacientes presentan un cierre mesosistólico y un soplo telesistólico...».
El término «prolapso de la válvula mitral» fue acuñado por el Dr. John Michael Criley en abril de 1964 y logró popularidad sobre otros términos usados para el mismo trastorno.
Durante muchos años fue escaso el conocimiento sobre esta patología, y se le asociaban una gran variedad de signos y síntomas, muchos de ellos sin conexión alguna, incluyendo murmullos sistólicos, ataques de pánico inexplicables y politelia (múltiples pezones). Estudios recientes han sugerido que la razón por la que el prolapso de la válvula mitral se atribuía a tantos trastornos era el sobrediagnóstico intencionado. Los criterios cambiantes para el diagnóstico del prolapso de la válvula mitral con el uso de la ecocardiografía hacían difícil el diagnóstico acertado, y, por ello, se incluía a muchos individuos sin dicho defecto en estudios epidemiológicos sobre la enfermedad y en su prevalencia.
De hecho, estudios modernos reportan que hasta un 55% de la población habría sido diagnosticada de prolapso de la válvula mitral si se usaran hoy en día aquellas técnicas anticuadas y menos fidedignas (en especial la ecocardiografía en modo M). En años recientes, se han propuesto nuevos criterios objetivos para el diagnóstivo de prolapso de la válvula mitral, como el uso de ecocardiografía de dos y tres dimensiones. Se ha clasificado el trastorno en un número de subtipos en relación con esos criterios.

## Clasificación

Diagrama de un corazón invertido; note la concavidad de las valvas que demuestran prolapso de la válvula:
LV=ventrículo izquierdo; LA=atrio izquierdo; RV=ventrículo derecho; RA=atrio derecho.

El prolapso de la válvula mitral puede dividirse en varios subtipos, basándose principalmente en el grosor de las valvas, la concavidad y el tipo de conexión al anillo valvular. Estos subtipos pueden ser descritos como clásico o no clásico, simétrico o asimétrico, y flotante o no flotante.
Nota: todas las medidas mencionadas a continuación se refieren a pacientes adultos y no son aplicables en niños.

### Clásico vs. no clásico
El prolapso ocurre cuando las valvas se desplazan más de 2 milímetros por encima de la porción más superior del anillo mitral. Según el grosor de las valvas, se puede dividir en una forma «clásica» o primaria», por encima de 5 milímetros; y otra «no clásica», hasta los 5 milímetros.

### Simétrico vs. asimétrico
El prolapso clásico puede ser subdividido en simétrico y asimétrico, refiriéndose al punto en el que el extremo o punta de las valvas se unen al anillo mitral. En la coartación simétrica, los extremos de ambas valvas se unen en puntos comunes del anillo mitral. En la coartación asimétrica, una de las valvas está más desplazada en dirección al atrio izquierdo que la valva homóloga. Los pacientes con prolapso asimétrico tienden a un deterioro severo de la válvula mitral, con riesgo de ruptura de las cuerdas tendinosas y de desarrollo de insuficiencia mitral.

### Flotante vs. no flotante
El prolapso asimétrico, a su vez, se subdivide en flotante y no flotante. El prolapso flotante ocurre cuando el extremo de una valva se invierte haciéndose cóncava hacia el atrio izquierdo, causando deterioro de la válvula mitral. La severidad de la insuficiencia valvular varía dependiendo del rango de eversión, pudiendo causar ruptura de los cordones. La disociación de la valva y los cordones tendinosos hace que el rango de motilidad de la válvula se vea severamente restringido (de ahí el término de insuficiencia valvular). Los pacientes que presentan valvas flotantes tienen una mayor prevalencia de regurgitación mitral que aquellos con prolapso no flotantes.

## Epidemiología
Antes de que existieran criterios estrictos para el diagnóstico del prolapso de la válvula mitral, la incidencia en la población general era muy variada. Algunos estudios estimaban una incidencia del prolapso de la válvula mitral del 5 al 15% o aún mayor.
Como parte de los estudios de Framingham, la prevalencia del prolapso de la válvula mitral en la ciudad de Framingham, Massachusetts, se estimó en un 2,4%. No se distinguía con claridad la diferencia entre prolapsos clásicos y no clásicos, y no se observó discriminación significativa entre las edades y el sexo.
Basado en datos generados en los Estados Unidos, el prolapso de la válvula mitral tiene una prevalencia del 7% en autopsias. Es probable que hasta un 10% de la población mundial tenga esta alteración en el corazón.

## Etiología
Existen evidencias de que hay una relación genética del prolapso mitral con genes en los cromosomas 11 y 16, en especial si hay asociado un componente mixomatoso. También se ha demostrado una relación directa entre la anorexia nerviosa y el desarrollo de prolapso mitral, probablemente debido a una disminución del tamaño del ventrículo izquierdo en estos pacientes.
Cuando el prolapso mitral se presenta como el único trastorno del paciente, la formación de un tumor mixomatoso en sustitución del tejido conectivo de las valvas es la causa principal de la aparición y desarrollo del prolapso de la válvula. En otros pacientes, puede haber un factor hereditario debilitante, como es el caso del Síndrome X frágil. La aparición de prolapso mitral secundaria a la influencia o secuela de una previa enfermedad de base es multifactorial. En la lista están: la fiebre reumática, la escoliosis, el síndrome de Marfan, insuficiencia del ventrículo izquierdo, endocarditis y degeneración isquémica, entre otras. En ciertas ocasiones en la vejez, especialmente en mujeres, la calcificación del anillo valvular como consecuencia del envejecimiento puede llevar a prolapso mitral.

## Anatomía patológica

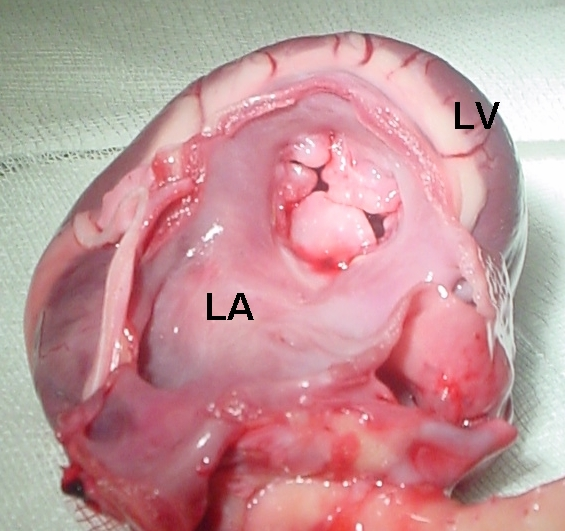
Degeneración mixomatosa de la válvula mitral en un perro. Note las dilatadas e incongruentes valvas. LA: atrio izquierdo; LV: ventrículo izquierdo.

En pacientes con prolapso de la válvula mitral en su forma clásica, tienen una acumulación histológica de proteoglicanos y exceso de tejido conjuntivo que hace a la zona esponjosa más gruesa y separa las fibras de colágeno en la capa fibrosa. Esto es debido a un exceso de dermatán sulfato, un glucosaminoglucano o mucopolisacáridos ácidos y no por infiltrado inflamatorio. Un exceso de dermatán sulfato en la válvula mitral es característico de una degeneración de las valvas de tipo mixomatoso (tumor cardíaco), causando redundancia del tejido constituyente, agrandamiento de la valva en cuestión e insuficiencia funcional. Como consecuencia, las valvas y el tejido adyacente se debilitan, resultando en un incremento en el área de superficie de la valva y la elongación de los cordones tendinosos que conectan la musculatura papilar con las valvas. Con frecuencia, esta elongación de los cordones causa ruptura, en especial de la valva posterior. Este es un proceso crónico, principalmente en mujeres mayores de 60 años, y que predispone a la paciente a una calcificación anular, hipertrofia y a la ya mencionada insuficiencia mitral. Otras lesiones más avanzadas, también involucrando con frecuencia a la valva posterior, causan que la valva se doble, se invierta y se desplace hacia la aurícula izquierda.

## Cuadro clínico
Algunos pacientes con prolapso de la válvula mitral sienten palpitaciones en el corazón, fibrilación auricular, ansiedad y desmayos, aunque la prevalencia de estos síntomas no parece diferir significativamente de la población general. Entre un 11 y 15% de los pacientes experimentan dolor moderado del pecho y dificultad para respirar. Lo más probable es que estos síntomas no sean causados directamente del prolapso de la válvula mitral, sino de la regurgitación mitral que con frecuencia precede el prolapso.
Por razones desconocidas, los pacientes con prolapso mitral tienden a tener un bajo índice de masa corporal y generalmente son personas más delgadas que aquellos sin prolapso mitral. El prolapso mitral es un trastorno frecuente en personas con el síndrome de Ehlers-Danlos, la distrofia miotónica de Steinert y el Síndrome de Marfan, presente en hasta un 90% de pacientes con este último síndrome.
El prolapso mitral secundario a una endocarditis bacteriana o fúngicas puede cursar con fiebre, malestar, fatiga y otros síntomas de infección sistémica.
Causas:
La válvula mitral ayuda a que la sangre en el lado izquierdo del corazón fluya en una dirección, y se cierra para impedir que la sangre se devuelva cuando el corazón late (se contrae).El prolapso de la válvula mitral es el término usado cuando la válvula no se cierra adecuadamente, y esto puede tener muchas causas.En la mayoría de los casos, el problema es inofensivo. Los pacientes por lo general no saben que lo tienen y esto no afecta su salud. En un pequeño número de casos, el prolapso puede hacer que la sangre se filtre y se devuelva, lo cual se denomina regurgitación mitral.El prolapso de la válvula mitral a menudo afecta a mujeres delgadas que pueden tener deformidades menores de la pared torácica, escoliosis u otros trastornos. Algunas formas del prolapso de la válvula mitral parecen transmitirse de padres a hijos (hereditarias). Este prolapso también se observa con algunos trastornos del tejido conectivo, especialmente el síndrome de Marfan y otros trastornos genéticos raros. 

### Auscultación
Al auscultar un individuo con prolapso de la válvula mitral, es común oír, asociado a los latidos del corazón, un clic o chasquido a mitad de la sístole, seguido de un soplo sistólico tardío, en especial en el ápice del corazón y en el borde esternal inferior izquierdo, algunas veces irradiado a las carótidas e incluso a la axila.
Este soplo puede pasar desapercibido en decúbito supino y se escucha mejor con el paciente incorporado.

## Diagnóstico

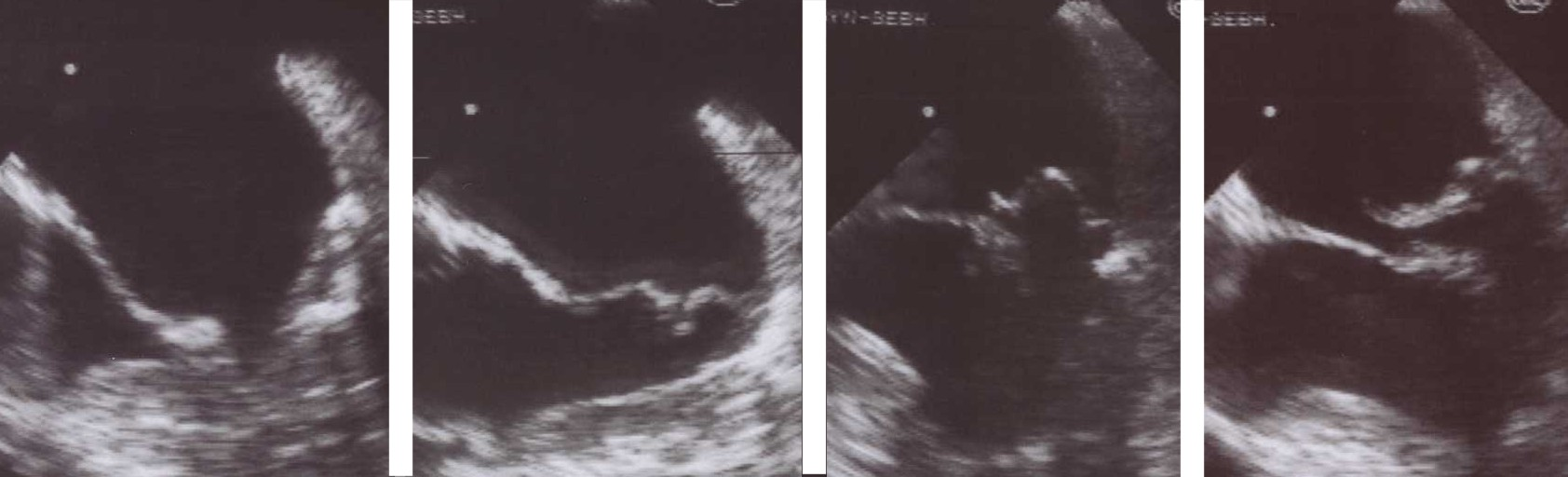
Ecocardiografía de prolapso de la válvula mitral. Note la concavidad de la valva derecha, en especial el tercer recuadro.

Con mucha frecuencia el electrocardiograma es normal. En algunos casos puede aparecer una ligera depresión inespecífica del segmento ST o una inversión de la onda T con alargamiento del QT en las derivaciones que registran la cara inferior del corazón (DII, DIII y aVF). Estas alteraciones se encuentran con más frecuencia durante el ejercicio.
La ecocardiografía (eco) es el método más útil en el diagnóstico del prolapso de la válvula mitral. Las ecocardiografías bi- y tridimensionales son particularmente valiosas por permitir la visualización de las valvas mitrales en relación con el anillo mitral. Ello permite medir el grosor de la valva y su desplazamiento en relación con el anillo mitral. Un grosor de las valvas >5 mm y un desplazamiento >2mm es indicativo de un prolapso de la válvula mitral clásico. Permite también visualizar cualquier grado de calcificación del anillo mitral, la integridad de las cuerdas tendinosas y la localización detallada de anormalidades morfológicas en la válvula.
Un eco Modo-M puede dar valores falsamente negativos así como falsamente positivos, pero pueden mostrar prolapsos de 2 mm a media sístole y movimientos de las valvas al final de la sístole.
El advenimiento del Doppler a la ecocardiografía permite ahora añadir un elemento funcional a las descripciones anatómicas del eco, el cual es útil en el diagnóstico de regurgitación mitral. El mapeo a color del flujo sanguíneo trans-mitral muestra la dirección, la velocidad y la cantidad del chorro regurgitante, si existe.

## Tratamiento
La mayoría de los casos de prolapso mitral son asintomáticos y no impiden la actividad normal del individuo, por lo que no requieren tratamiento en la ausencia de insuficiencia mitral severa. Las técnicas de base de la reparación mitral fueron descritas y consolidadas por A. Carpentier en el inicio de los años 80. En el caso de las válvulas dañadas por degeneración progresiva, la técnica de reparación incluye las correcciones de las disfunciones asociadas: dilatación anular y exceso de movimientos de los velos. Esta reparación se completa o consolida en la mayoría de los casos con una anuloplastia mitral (anillo protésico semirrígido), la implantación de cuerdas artificiales y el traspaso de cuerdas de la valva posterior a la anterior son técnicas frecuentes.
Se deben corregir quirúrgicamente los prolapsos sintomáticos o con datos ecográficos de deterioro de la función ventricular. Hay evidencia reciente que demuestra beneficios para el paciente cuando son intervenidos en un estadio precoz de la enfermedad: asintomático o poco sintomático. El método de elección es la reparación de la válvula. El principal objetivo de la cirugía reparadora de la válvula mitral, es restaurar la superficie de coaptación de los velos. Esto se consigue mediante un análisis sistemático de la válvula mitral acompañado de una descripción anatómica de las lesiones. La utilización de la clasificación funcional de Carpentier basada en los movimientos de cierre y la apertura de los velos con relación al plano del anillo valvular es un aspecto primordial del análisis metódico. En la IM degenerativa, hay un amplio espectro en la forma de afectación de los velos que va desde la deficiencia fibro-elástica aislada (déficit de colágeno, velos transparentes y unas cuerdas finas) pasando por formas “intermedias” de la degeneración mixoide localizada en el segmento medio del velo posterior (prolapso de P2) hasta llegar a la degeneración mixoide con tejido redundante y engrosado afectando múltiples segmentos como es el caso de la enfermedad de Barlow. Es evidente que la técnica quirúrgica debe adaptarse a cada una de estas formas. Su complejidad varía de acuerdo al grado de afectación,  extensión y el número de segmentos. La estabilidad de la reparación está igualmente influenciada por estos aspectos. Este estudio morfológico y funcional ordenado mediante imagen (Ecografía) y constatación operatoria es indispensable para el éxito de la técnica.

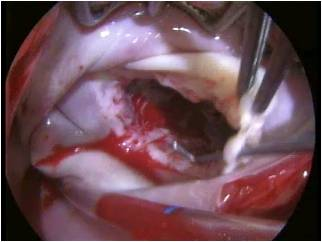
Vista quirúrgica prolapso por ruptura de cuerda velo anterior V. Mitral

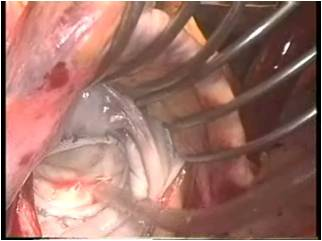
Prueba intraoperatoria con suero fisiológico para probar el buen resultado de la técnica operatoria

En caso de alteraciones morfológicas complejas se deberá reemplazar la válvula mitral por una prótesis: tratamiento quirúrgico. Estas pueden ser mecánicas o de animal, válvulas provenientes de ganado vacuno y porcino. Esto puede tener mayor importancia en hasta un 11% de pacientes con prolapso clásico, y se indica en pacientes con una fracción de eyección por debajo del 60% e insuficiencia progresiva del ventrículo izquierdo. La supervivencia quirúrgica de 5 y 8 años supera el 90%. Los pacientes que han recibido una prótesis biológica, por lo general, si la valvulopatía es el único trastorno, no tienen necesidad del uso de anticoagulantes, aunque la sobrevida de una válvula biológica es de aproximadamente 15 años, tiempo menor que las válvulas mecánicas. Tanto las técnicas de reemplazo como de reparación mitral pueden realizarse también a través de abordajes mínimamente invasivos videoasistidos. 

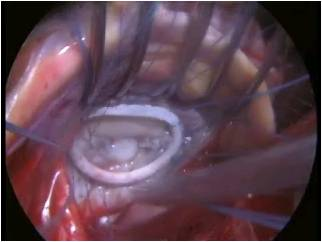
Vista quirúrgica tras reparación con cuerdas artificiales y anillo mitral

En lo posible, debe preferirse la reparación por encima del reemplazo de la válvula mitral, ya que ofrece varias ventajas, a saber, menor mortalidad operatoria, mejor conservación de la funcionalidad del ventrículo izquierdo, reducción del riesgo de infecciones y tromboembolismo, así como evitar el uso de por vida de anticoagulantes. Por lo general, después de una de estas operaciones, el paciente está 2 a 3 días en cuidados intensivos, durando su hospitalización un promedio de 1 semana.
La educación eficaz del paciente postoperado al respecto de sus cuidados diarios es de importancia fundamental en la viabilización de la reparación mitral y en la expectativa de vida del operado.
Se ha usado —aunque en pocos casos estudiado basado en evidencias científicas— la coenzima Q10 (CoQ10) en niños con prolapso mitral.

## Complicaciones

Ecocardiografía: flujo retrógrado por una válvula mitral en un corazón canino. Note el continuo flujo de sangre durante la contracción ventricular.

### Regurgitación mitral
El prolapso mitral con frecuencia se asocia a una leve insuficiencia mitral, especialmente si es causado por un tumor benigno (mixoma) que ocasione cambios degenerativos, causando que la sangre fluye anormalmente desde el ventrículo izquierdo hacia el atrio izquierdo durante la sístole ventricular. Ocasionalmente aquellos con regurgitación severa han experimentado una ruptura de los cordones tendinosos de la válvula. Los pacientes con insuficiencia mitral crónica se caracterizan por un agrandamiento del atrio izquierdo y del ventrículo izquierdo.

### Arritmia cardíaca
Las personas con prolapso de la válvula mitral tienen mayor incidencia de trastornos en la contracción ventricular y taquicardia que la población normal, aunque la relación entre ambos fenómenos no es del todo clara.
El prolapso de ambas valvas mitrales y la presencia de insuficiencia mitral aumenta aún más el riesgo de arritmias ventriculares severas durante el esfuerzo, que pueden no resolverse con cirugía. El trastorno del ritmo más frecuente es la extrasistolia ventricular (60%), seguido de la taquicardia atrial paroxística.

### Embolismos
El defecto anatómico y del flujo sanguíneo en el espacio de la válvula mitral hace que sea un punto importante en el riesgo de la formación de trombas desprendibles y migrantes, causando por ejemplo, embolismo retiniano aunque rara vez se le ha asociado a ictus.
Las complicaciones sistémicas producto del embolismo pueden ocasionar isquemia neurológica, hasta en un 25%, por lo general solo en pacientes con otros factores de riesgo para embolismos.

### Muerte súbita
El prolapso severo de la válvula mitral se asocia con arritmias y fibrilación atrial que puede progresar y conllevar a un paro cardíaco y muerte repentina. Debido a que no hay evidencias de que el prolapso haya contribuido a dichas arritmias, estas complicaciones pueden que sean debidas a una regurgitación mitral o a insuficiencia cardíaca congestiva.

## Pronóstico
Por lo general, el prolapso mitral es un trastorno benigno, con buen pronóstico. Sin embargo muchos pacientes con ruidos cardíacos anormales tienen una mortalidad general elevada a un 15-20% mayor que la población sin ruidos cardíacos. La mejor predicción de la mortalidad son la severidad de una regurgitación mitral y la fracción de eyección.
Para los pacientes operados por prolapso mixomatoso con regurgitación mitral presente, el riesgo de recurrencia de dicho flujo retrógrado evidenciado por ecocardiografía posoperatoria al cabo de un mes, 5 años y 8 años después de la cirugía es aproximadamente de 94%, 58% y 27% respectivamente. La razón de la gran recurrencia de regurgitación mitral puede que se deba a la imposibilidad de reparar con cirugía, los defectos celulares e histológicos causados en la válvula mitral por el efecto del mixoma.

## Profilaxis
El consenso es que el prolapso de la válvula mitral es una condición no prevenible, aunque algunas de sus complicaciones pueden serlo. Debido a que pocas veces aparecen síntomas, la productividad de la vida del paciente no está afectada. El empeoramiento del trastorno puede ser retrasada al evitar el fumar, el uso de anticonceptivos (por tener ellos el riesgo de ser coagulantes) y regular la cantidad y el tipo de ejercicio y nutrición bajo la supervisión de un profesional de salud. El riesgo de endocarditis infecciosa se considera alto en pacientes con prótesis valvular cardíaca, moderado en aquellos con prolapso mitral concomitante con insuficiencia mitral y bajo en pacientes con prolapso mitral sin otra valvulopatía.

### Profilaxis antibiótica
Aquellos con prolapso mitral están expuestos a un mayor riesgo de endocarditis infecciosa, es decir, una infección bacteriana del tejido cardíaco, como resultado de ciertos procedimientos rutinarios no estériles, como el cepillarse los dientes. Sin embargo, en abril de 2007, un estudio por la Asociación Americana del Corazón ha determinado que los riesgos de prescribir antibióticos tienen mayor peso que la profilaxis antibiótica antes de una operación invasiva, como una cirugía dental o una biopsias por colonoscopia o broncoscopia.

## Prolapso mitral en animales
La valvulopatía mitral es la cardiopatía adquirida crónica más frecuente en perros, constituyendo entre el 70 y el 80% de todas las cardiopatías caninas. El diagnóstico se ha facilitado con el uso de ecocardiografía, la cual ha sustituido el uso de técnicas más invasivas y arriesgadas en animales pequeños usadas en el pasado, como la cateterización y la angiografía.
La prevalencia es mayor en caninos en edades entre 8 - 11 años y de raza pequeña, como el poodle, dachshund (perro salchicha), chihuahua, y mestizos.
Se han reportado casos en los que la endocarditis bacteriana es una infección ocupacional en médicos y personal veterinario con prolapso mitral, contraído con patógenos inhabituales procedentes de animales por arañazos o mordeduras.

## Otras lecturas
- Frederickson L.: Confronting mitral valve prolapse syndrome. Nueva York: Warner Books, 1992.
- Galland LD, Baker SM, McLellan RK.: «Magnesium deficiency in the pathogenesis of mitral valve prolapse», en Magnesium, 5: 165-174, 1986.
- Lichodziejewska B, Klos J, Rezler J, et al.: «Clinical symptoms of mitral valve prolapse are related to hypomagnesemia and attenuated by magnesium supplementation». Am J Cardiol 1997; 79: 768–772.
- Trivellato M, De Palo E, Gatti R, et al.: «Carnitine deficiency as the possible etiology of idiopathic mitral valve prolapse: case study with speculative annotation». Texas Heart Institute Journal, 11: 370–376, 1984.